# Rafflesia kerrii
Rafflesia kerrii is een plant uit de familie Rafflesiaceae. De soort kan onder andere gevonden worden in Zuid-Thailand en in Maleisië, waar een populatie in het nationaal park Khao Sok ligt. De lokale namen in het Thai zijn Bua Phut (บัวผุด) en Bua Tum (บัวตูม).
De rode bloemen hebben een diameter van 50 tot 90 centimeter en ruiken erg naar bedorven vlees om vliegen aan te trekken voor de bestuiving. Als de bloem is bestoven, verschijnen kleine knoppen op de gastplant. Na negen maanden openen de grote bloemen zich. Na ongeveer een week gaat de bloem dood.